# フィラース・アッ＝ラシーディー
フィラース・アッ＝ラシーディー（アラビア語: فراس الرشيدي Firās ar-Rašīdī、英語: Firas Al-Rashidi）は、シリアの外交官、元駐日臨時代理大使。

## 経歴
在イスタンブール総領事館領事兼三等書記官を経て、2007年8月16日よりベルリンの在ドイツ大使館で二等書記官。
2012年6月6日、ムハンマド・アル・ハバシュ駐日大使がペルソナ・ノン・グラータに指定されて日本に駐在する外交官としての資格を剥奪され、アル・ハバシュ大使の離任に伴い、駐日大使館で一等書記官を務めていたフィラースが臨時代理大使に就任。2013年7月29日、一等書記官より席次の高いワリフ・ハラビ参事官が日本に着任して臨時代理大使を継承した。
2017年8月28日、ハラビ参事官の離任に伴い、参事官へ昇格したフィラースがより再び臨時代理大使の地位に就く。臨時代理大使として在任中の2018年2月7日、日本・シリア議員連盟の役員を務める渡辺博道衆議院議員を訪問して懇談している。2019年7月29日、参事官より席次の高いハサネー・ハッダム特命全権公使が日本に着任して臨時代理大使を継承した。